# Davit Gvantseladze
Davit Gvantseladze (géorgien : დავით გვანცელაძე, russe : Давид Гванцеладзе), né le 28 mars 1937 à Batoumi et mort le 1er mai 1984 à Tbilissi, est un lutteur soviétique.

## Carrière
Il remporte aux Championnats du monde de lutte 1963 à Helsingborg la médaille d'argent dans la catégorie des moins de 70 kg. Aux Jeux olympiques d'été de 1964 à Tokyo, il obtient la médaille de bronze dans la même catégorie.